# Maria Josepha a Portugaliei
Infanta Maria José a Portugaliei (Maria José Joana Eulália Leopoldina Adelaide Isabel Carolina Micaela Rafaela Gabriela Francisca de Assis e de Paula Inês Sofia Joaquina Teresa Benedita Bernardina; 19 martie 1857 – 11 martie 1943) a fost infantă a Portugaliei și, prin căsătorie, ducesă de Bavaria. A fost bunica maternă a regelui Leopold al III-lea al Belgiei.

## Biografie

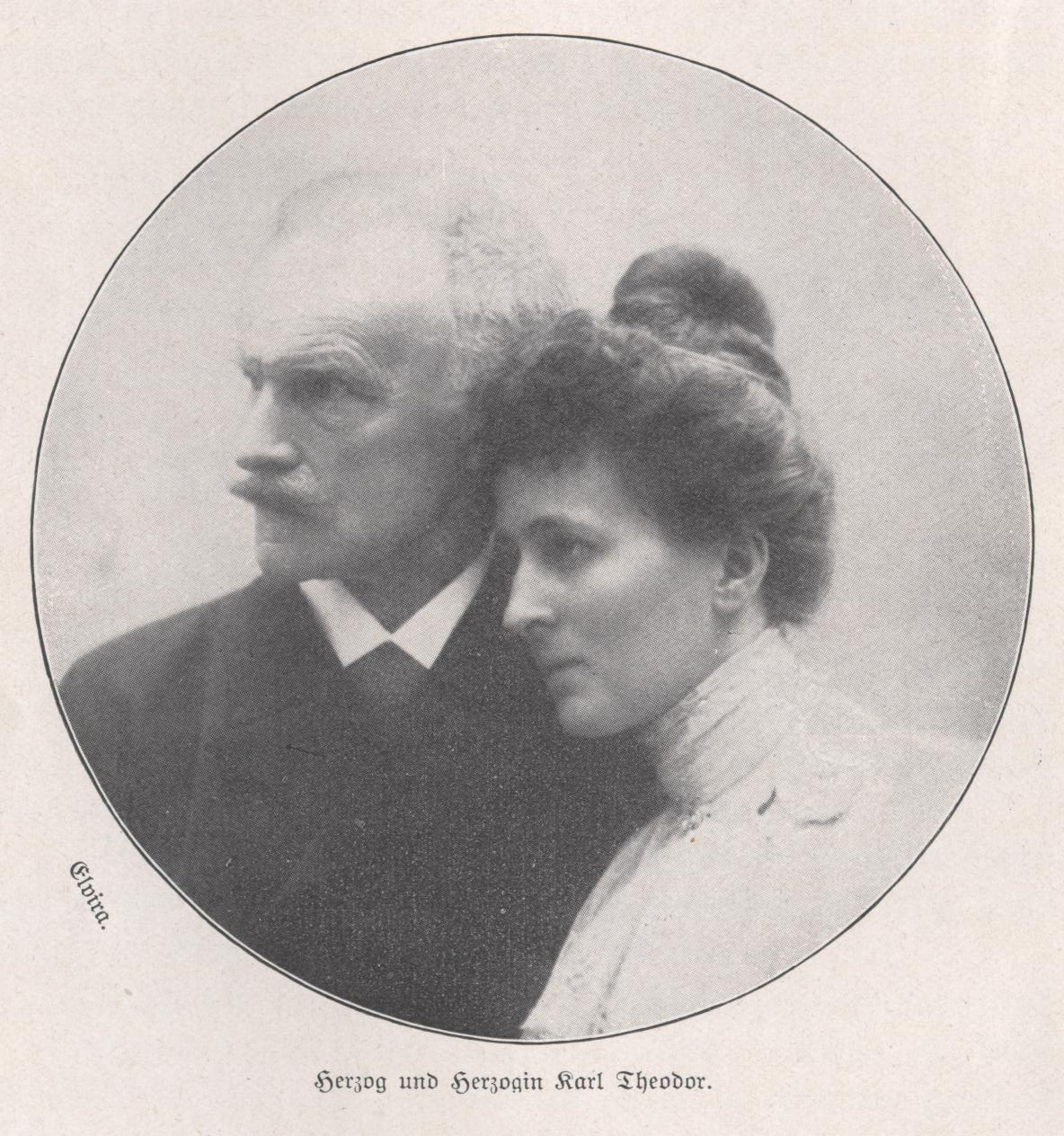
Maria Josepha a Portugaliei și soțul ei, Karl Theodor, Duce de Bavaria, 1914.

Maria José a fost al patrulea copil și a treia fiică a regelui Miguel I al Portugaliei și a soției lui, Adelaide de Löwenstein-Wertheim-Rosenberg. Printre surorile ei: Maria Tereza, Arhiducesă de Austria, Maria Ana, Mare Ducesă de Luxemburg, Maria Antónia, Ducesă de Parma. Singurul ei frate a fost Miguel al II-lea, Duce de Braganza.

## Căsătorie și copii
S-a căsătorit la 29 aprilie 1874 cu Karl Theodor, Duce de Bavaria, fratele mai mic al Elisabetei de Bavaria, mai cunoscută ca "Sissi". Cuplul a trăit la München unde a fondat Clinica Oftalmologică Herzog Carl Theodor, care există și astăzi. Împreună au avut cinci copii:
- Ducesa Sofia de Bavaria (1875–1957); căsătorită cu Contele Hans Veit zu Toerring-Jettenbach.
- Ducesa Elisabeta de Bavaria (1876–1965); căsătorită cu regele Albert I al Belgiei.
- Ducesa Maria Gabriela de Bavaria (1878–1912), căsătorită cu Rupert, Prinț Moștenitor al Bavariei.
- Ducele Ludwig Wilhelm de Bavaria (1884–1968)
- Ducele Franz Joseph de Bavaria (1888–1912)

Maria José a murit în anul 1943 la vârsta de 85 de ani și a fost înmormântată la Bazilica Tegernsee.